# 1. HOL 1993/1994 (damer)
1. HOL 1993/1994 var tredje upplagan av serien, som utser de kroatiska mästarna i volleyboll på damsidan. I serien deltog tolv lag. HAOK Mladost blev mästare för tredje gången i rad.

## Slutplaceringar[2]
1. HAOK Mladost (hemort: Zagreb)
2. ŽOK Rijeka (Rijeka)
3. OTP Banka (Pula)
4. OK Kaštela (Kaštel Stari)
5. HAOK Akademičar (Zagreb)
6. Viadukt Zagreb (Zagreb)
7. OK Split (Split)
8. Student Osijek (Osijek)
9. OK Poreč (Poreč)
10. Željezničar Osijek (Osijek)
11. OK Rječine (Rijeka)
12. Metaval (Sisak)